# Кревінги

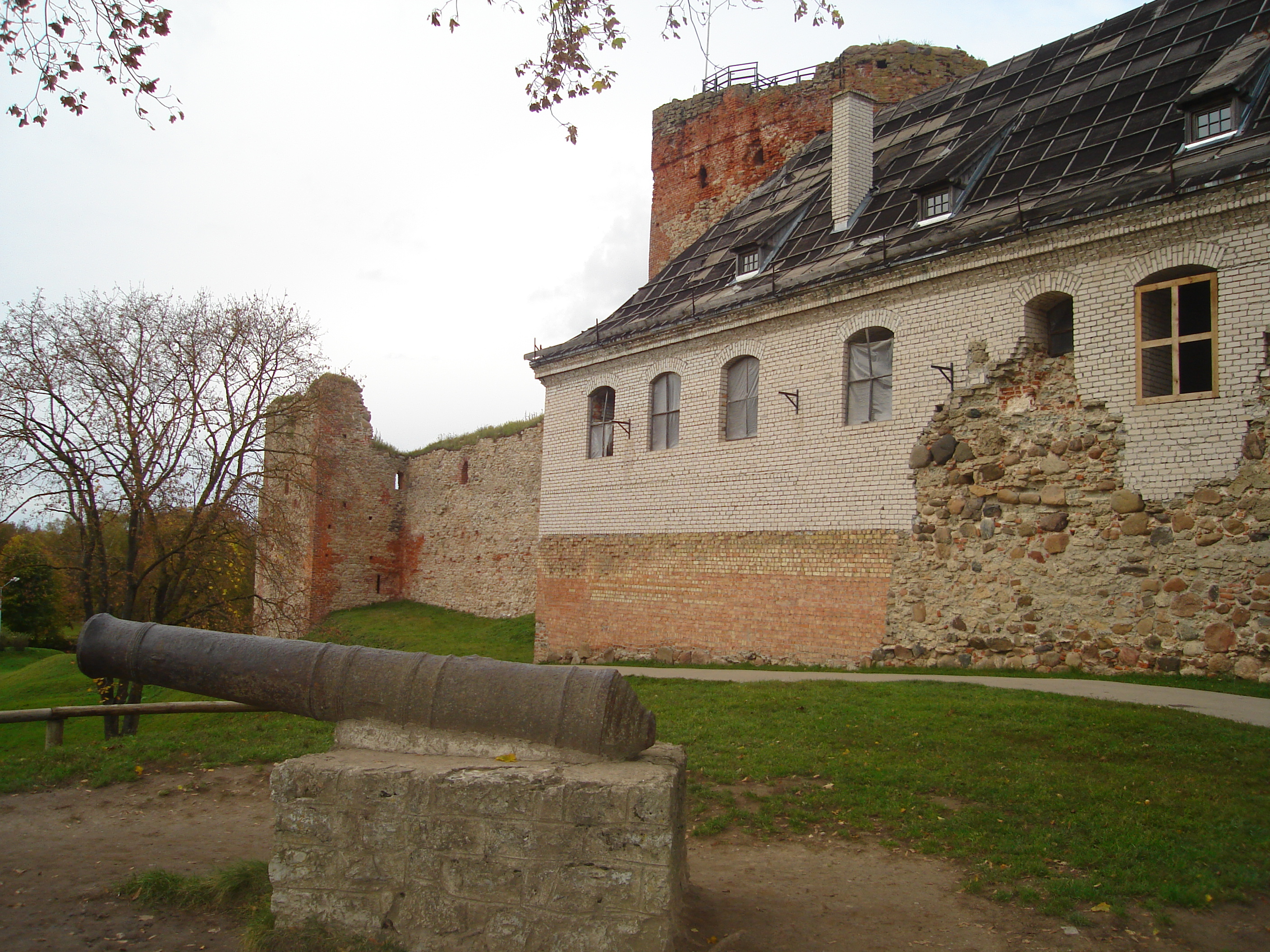
Бауський замок, для будівництва якого були пригнані кревінги

Кревінги, також Кревини (буквально обрусілі від латис. kreews (в старій орфографії) або в сучасній krievs — росіянин) — майже зникле (асимільоване латишами) фіно-угорське плем'я, що населяло з середини XV до кінця XIX століття Бауський повіт Курляндської губернії, на околицях села Мемельгоф.

## Історія та етногенез
Пращури кревінгів у XVIII столітті були, згідно з місцевим переказом, куплені на острові Сааремаа власником Мемельгофа і ним сюди переселені замість загиблих від чуми селян.
Відповідно до історично підтвердженої версії, у 1444—1447 роках лівонські лицарі викрали значну групу воді під Бауску (сучасна Латвія), де нащадки переселенців зберігалися як окрема етнічна група під назвою кревінги до середини XIX століття. У Російській імперії XIX століття кревінгів часто помилково зараховували до лівів. Там у 1456 році вони використовувалися як робоча сила для спорудження замку для захисту від нападів Литви.
У 1846 р. відомий лінгвіст А. Шьогрен виявив на південь від міста Єлгава близько десятка кревінгів, що зберігали ще невиразний спогад про мову своїх предків. Поступова асиміляція росіянами (що мігрували в їхній ареал розселення з півдня), що почалася задовго до переселення їх у Курляндію, наклала свій відбиток на мову і культуру переселенців, хоча рідною мовою кревінгів був так званий кревінський діалект водської мови. Назва кревінги чи кревини (Krewinni), тобто «руські», пояснюється тим, що естів, як давніх російських підданих, за старих часів часто долучали до росіян. На початку ХХ століття кревінги майже злилися з латишами, але досі відрізняються від них особливостями костюма.